# Grattacieli di Berlino

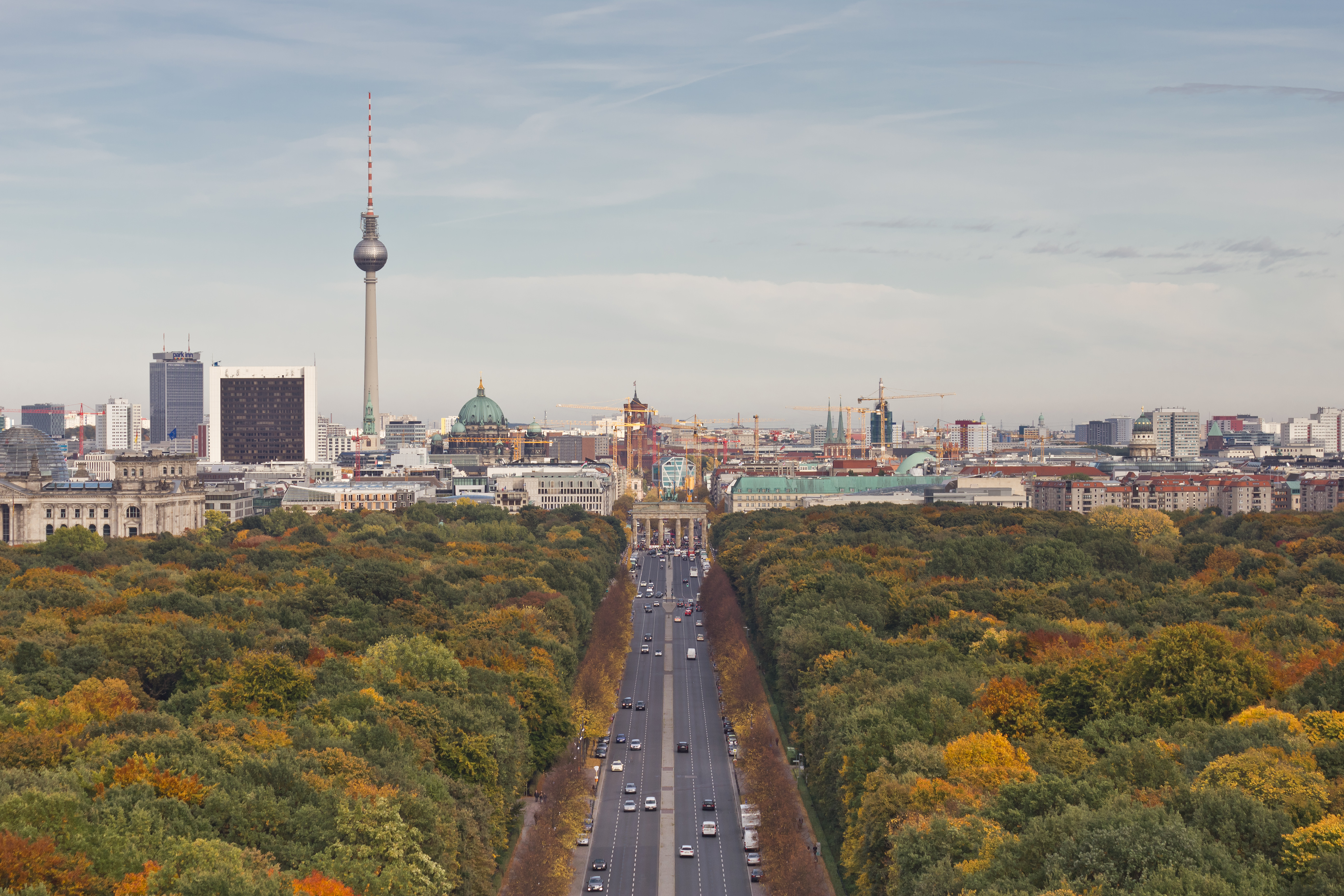
Panorama urbano di Berlino dalla Colonna della Vittoria

La città di Berlino, in Germania, conta un numero crescente di grattacieli. Secondo la classifica redatta da Emporis, ad agosto 2022 la città conta 10 edifici più alti di 100 metri.
I principali raggruppamenti di edifici di grande altezza si trovano presso Potsdamer Platz, nel distretto di Mitte, e presso Breitscheidplatz, nel distretto di Charlottenburg-Wilmersdorf.
La seguente lista non include strutture diverse da grattacieli quali torri delle telecomunicazioni (fatta eccezione per la Torre della televisione di Berlino), ciminiere o pale eoliche.

## Grattacieli più alti
| Pos. | Nome                               | Immagine | Altezza (m) | Piani | Anno | Note                                                                                  |
| ---- | ---------------------------------- | -------- | ----------- | ----- | ---- | ------------------------------------------------------------------------------------- |
| –    | Torre della televisione di Berlino |          | 368         |       | 1969 |                                                                                       |
| 1    | Hotel Park Inn Berlin              |          | 125         | 41    | 1970 | - Grattacielo più alto di Berlino e secondo più alto edificio alberghiero in Germania |
| 2    | Treptowers                         |          | 125         | 32    | 1998 |                                                                                       |
| 3    | Upper West                         |          | 119         | 33    | 2017 |                                                                                       |
| 4    | Steglitzer Kreisel                 |          | 118         | 30    | 1980 |                                                                                       |
| 5    | Zoofenster                         |          | 118         | 33    | 2012 |                                                                                       |
| 6    | Atrium Tower                       |          | 106         | 22    | 1997 |                                                                                       |
| 7    | Kudamm-Karree                      |          | 102         | 23    | 1974 |                                                                                       |
| 8    | Torre Kollhoff                     |          | 101         | 25    | 1999 |                                                                                       |
| 9    | Die Pyramide                       |          | 100         | 23    | 1994 |                                                                                       |
| 10   | BfA-Hochhaus                       |          | 100         | 23    | 1976 |                                                                                       |